# Shamus
Shamus ist ein Computerspiel, das von William Mataga entwickelt und von der Firma Synapse Software 1982 veröffentlicht wurde. Ursprünglich wurde das Spiel für die Atari-8-Bit-Rechner und den Commodore 64/VC20 entwickelt, später wurde es auch für andere Systeme (TI-99/4A, Tandy TRS-80 Color Computer, IBM PCjr) auf den Markt gebracht. Schließlich erschien es sogar auf dem Game Boy Color. Mit Shamus: Case II programmierte und veröffentlichte Synapse Software 1983 den zweiten Teil der Serie.

## Spielprinzip
Beeinflusst wurde das Spiel durch den Arcade-Hit Berzerk und das Atari-2600-Spiel Adventure. Ziel des Spiels ist es, die Spielfigur durch ein Labyrinth von vier Leveln zu steuern, die insgesamt 128 einzelne Räume beinhalten. Die Räume sind begrenzt durch elektrische Wände, die die Spielfigur nicht berühren darf.
Gegner im Spiel sind etliche Roboter in jedem Raum, die die Spielfigur mit einer Laserpistole bekämpfen muss. Jeder Raum muss von den feindlichen Robotern befreit werden, wobei die Gegner mit jedem Raum schneller werden. Im Spiel verteilt sind etliche Gegenstände, die die Spielfigur einsammeln kann und dadurch zusätzliche Leben oder Punkte erhält.
Der Unterschied zum Spiel Berzerk besteht in den Gegenständen, die der Spieler mit seiner Spielfigur aufsammeln kann. Dazu gehören Flaschen, durch die der Spieler zusätzliche Leben erhält, Fragezeichen und Schlüssel. Mit den Schlüsseln können Bereiche des Spiels, die nicht zugänglich sind, aufgeschlossen werden.

## Sonstiges
Die einzelnen Räume des Spiels sind jeweils nach bekannten Detektiven oder Agenten aus Büchern oder Filmen benannt: z. B. „Clouseau“, „Marlowe“, „Holmes“ oder „Bond“.

## Kritik
In der Ausgabe 3/1984 der Happy Computer wird Shamus zusammen mit Zaxxon und Blue Max als ein Ballerspiel „der neuen Generation“ bezeichnet. Es sei „ein Superspiel. Bei der Grafik“ stimme alles. Der Autor lobte außerdem die Animationen und den Sound. Zudem sei Shamus „eine unglaubliche Herausforderung,“ die den Spieler „stundenlang vor die Bildröhre“ fessele.